# Michael Michai Kitbunchu
Michael Michai Kitbunchu (en tailandés: ไมเกิ้ล มีชัย กิจบุญชู) (Sam Phran, 25 de enero de 1929)  es un eclesiástico católico tailandés, siendo el primer cardenal de su país. Es el actual cardenal protopresbítero, desde diciembre de 2016. Fue arzobispo de Bangkok, de 1973 a 2009.

## Biografía

### Familia
Michael Michai  (ไมเกิ้ล มีชัย) nació el 25 de enero de 1929, en St. Peter's Church Village, del distrito de Sam Phran, del entonces Reino de Rattanakosin. Hijo de Joseph Yoo Hong y Maria Lam Kitbunchu, quienes tenían ocho hermanos, siete hombres y una mujer. Era el quinto hijo de la familia, de ascendencia china.

### Formación
Realizó su formación en la escuela St. Peter's Village (1935-1940), donde estudió hasta el cuarto grado. En 1940, realizó estudios en la escuela Darasamut (Seminario Phra Sharuthai), el primer grado, aunque no los concluyó debido a la Guerra de Indochina, por lo cual se trasladó a estudiar en la Casa de novicios del Sagrado Corazón, en Bang Chang.
Entre 1941 a 1944, estudió en el Seminario del Sagrado Corazón, Bang Chang, durante 4 años, graduándose de Mathayom.
En el Assumption College Sriracha (1945-1947), estudió hasta el sexto grado.
Estudió en la Pontificia Universidad Urbaniana de Propaganda Fide en Roma (1953-1959), donde obtuvo una licenciatura en filosofía y teología.
Además de su tailandés nativo, también puede hablar Latín, inglés, italiano, francés, y chino.

### Sacerdocio
Entre 1947 a 1953, fue profesor en el Seminario del Sagrado Corazón de Sriracha. También enseñó en la escuela Dara Samut. Fue nombrado director de la escuela Dara Samut.
Su ordenación sacerdotal fue el 20 de diciembre de 1959, en el Seminario de Propaganda Fide en Roma; a manos del cardenal Gregorio Pedro XV Agagianian.
Como sacerdote desempeñó los siguientes ministerios:
- Vicario parroquial de la Iglesia de Jesucristo, subdistrito de Rong Chang (1960-1962).

- Párroco de la Iglesia de San Lucas, subdistrito de Bang Kham (1962-1965).[3]

- Tesorero de la Arquidiócesis de Bangkok (1965).

- Consejero arquidiocesano, nombrado el 28 de julio de 1965.
- Rector del Seminario St. Joseph (1965-1973).[2]

### Episcopado
El 18 de diciembre de 1972, el papa Pablo VI lo nombró arzobispo de Bangkok. Fue consagrado el 3 de junio de 1973, en el Seminario Menor de Bangkok; a manos de su predecesor, el arzobispo Joseph Khiamsun Nittayo.
- Presidente de la Conferencia Episcopal de Tailandia: 1979-1982, 1985-1991, 1994-1997 y 2000-2006.[2][3]

También se desempeñó como presidente de los diversos comités de la CET.
Asistió a la Tercera Asamblea Ordinaria del Sínodo de los Obispos, en la Ciudad del Vaticano, del 27 de septiembre al 26 de octubre de 1974. También asistió a la Segunda Asamblea Extraordinaria del Sínodo de los Obispos, en la Ciudad del Vaticano, del 24 de noviembre al 8 de diciembre de 1985.
En 2004, presentó su renuncia como lo establece el Código de Derecho Canónico. El 14 de mayo de 2009, el papa Benedicto XVI aceptó su renuncia, como arzobispo de Bangkok, nombrado a su sucesor al mismo tiempo.  En el momento de su jubilación, era el jefe activo de mayor edad de una arquidiócesis en el rito latino.

### Cardenalato
El 5 de enero de 1983, al final de la audiencia general de los miércoles del papa Juan Pablo II, se hizo público que sería creado cardenal. Fue creado cardenal por el papa Juan Pablo II durante el consistorio del 2 de febrero del mismo año, con el titulus de cardenal presbítero de San Lorenzo en Panisperna; convirtiéndose el primer tailandés en ser incorporado al Colegio Cardenalicio. Tomó posesión formal de su Iglesia Titular en una celebración posterior.
- Miembro del Consejo de Cardenales para el Estudio de Problemas Organizativos y Económicos de la Santa Sede.

Fue uno del cardenales electores que participó en el Cónclave de 2005 donde fue elegido Benedicto XVI como el nuevo Pontífice.
En 2009, cumplió 80 años, con lo cual perdió su participación en cualquier eventual cónclave. Tras la renuncia del papa Benedicto XVI, por su edad no pudo participar en el cónclave de 2013, que finalizó con la elección de Francisco.
El 14 de diciembre de 2016, tras el fallecimiento del cardenal Paulo Evaristo Arns, Kitbunchu asumió como cardenal protopresbítero, siendo el cardenal presbítero con más tiempo en ser proclamado.
Tras la muerte del cardenal francés Roger Etchegaray, el 4 de septiembre de 2019, es también el cardenal vivo más antiguo.

## Posiciones
Negó misas fúnebres para narcotraficantes, diciendo que tales personas "destruyen la sociedad" y cometen "actos de asesinato indirecto".
Una vez expresó su oposición a aborto por decir, "el aborto es un delito grande, porque el que tendría que proteger el niño en su vientre, es el que destruye el niño".
Durante la crisis política de 2006 en su país, hizo un llamado a la unidad y dijo: "Todos los tailandeses son patriotas y quieren que el país progrese y se desarrolle en todos los campos, pero ahora la crisis política ha perturbado y preocupado a la gente". También pidió a los tailandeses que "corrijan lo que está mal y se perdonen unos a otros".

## Honores

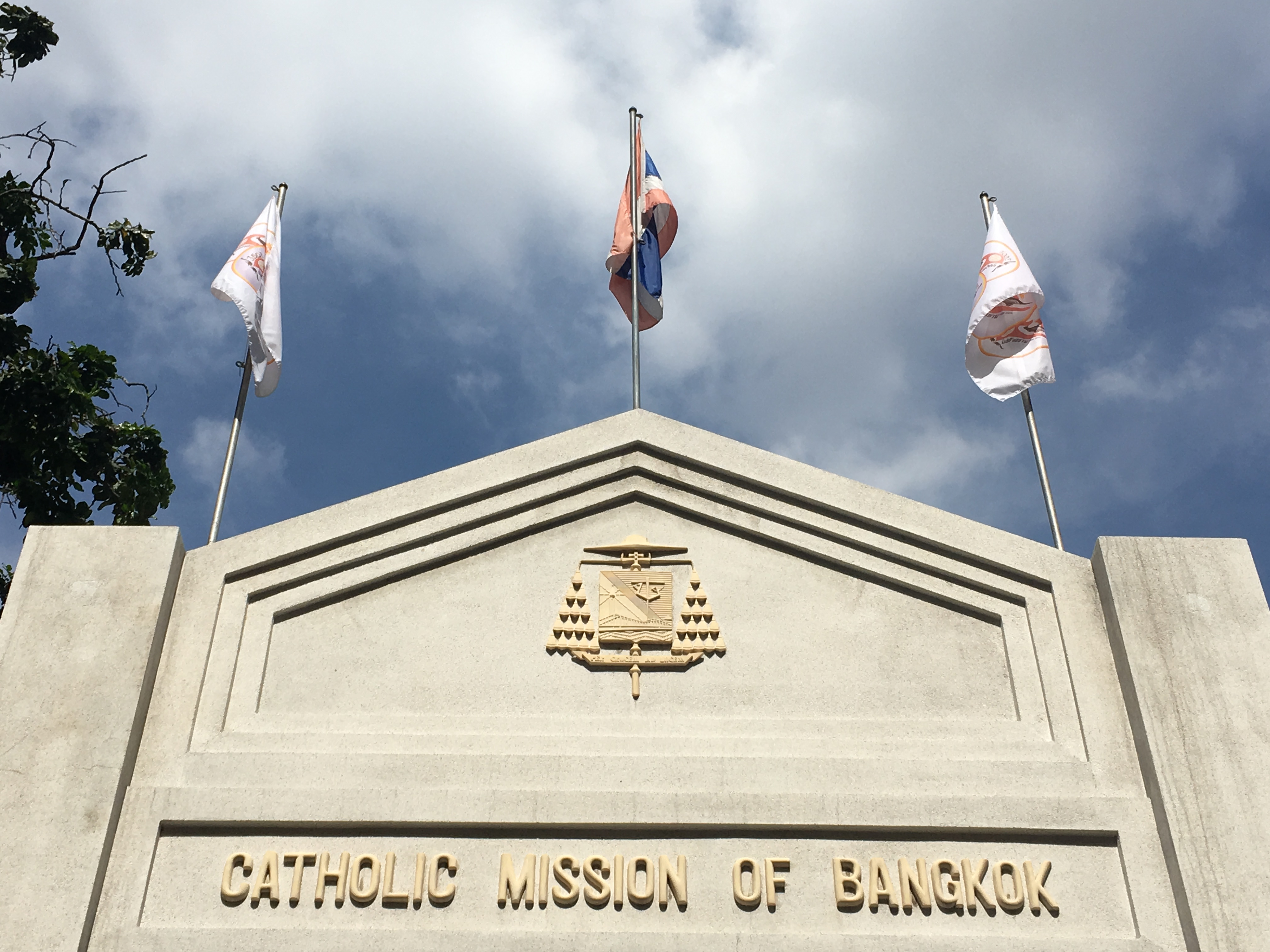
El escudo del Kitbunchu, en el Catholic Mission of Bangkok.

- Gran Cruz de Caballero de la Orden del Direkgunabhorn; 2001.